# 空気環境測定実施者
空気環境測定実施者（くうきかんきょうそくていじっししゃ）は、空気環境測定実施者講習会を修了した者である。日本の国家資格の一つ。

## 概要
- 建築物の空気環境の測定を行う。建築物空気環境測定業の登録には必要である。

## 講習会
- 5日間、行われる。

### 受講資格
- 学校教育法（昭和22年法律第26号）に基づく高等学校若しくは中等教育学校又は旧中等学校令（昭和18年勅令36号）に基づく中等学校を卒業した後、2年以上建築物における空気環境の測定に関する実務に従事した経験を有する者
- 5年以上建築物における空気環境の測定に関する実務に従事した経験を有する者
- 学校教育法（昭和22年法律第26号）に基づく高等学校若しくは中等教育学校又は旧中等学校令（昭和18年勅令36号）に基づく中等学校を卒業した後、2年以上建築物における空気環境の測定に関する実務に従事した経験を有する者と同等以上の学歴及び実務の経験を有すると認められる者

### 講習科目
1. 建築物環境衛生制度
2. 建築設備概論（空調設備関係）
3. 空気環境管理概論
4. 空気環境測定各論
5. 実務指導
6. 考査

## 再講習会
- 空気環境測定実施者は、2日間、新技術、新知識の修得及びその他必要な知識の反復履修を目的とすることとなっている。

### 再講習科目
1. 建築物環境衛生制度
2. 建築物衛生における動向
3. 建築設備
4. 空調設備
5. 室内環境衛生概論
6. 室内空気環境測定の評価
7. 考査

### 受講資格
- 厚生労働大臣登録空気環境測定実施者講習会を修了した者（建築物における衛生的環境の確保に関する法律施行規則（昭和46年厚生省令第2号）第26条第2号イに規定する講習の課程を修了した者）
- 厚生労働大臣登録空気環境測定実施者再講習会を修了した者（建築物における衛生的環境の確保に関する法律施行規則（昭和46年厚生省令第2号）第26条第2号ロに規定する再講習の課程を修了した者）
- 建築物環境衛生管理技術者免状を有する者であって、建築物空気環境測定業又は建築物環境衛生総合管理業の登録営業所において空気環境測定実施者としての業務に従事した経験を有する者